# Ribeira do Ilhéu
Ribeira do Ilhéu (crioll capverdià Ribéra Idjéu) és una vila al nord de l'illa de Fogo a l'arxipèlag de Cap Verd. Està situada vora la costa, 6 kilòmetres a l'oest de Mosteiros i 20 kilòmetres al nord-est de la capital de l'illa São Filipe.